# Canton de La Salvetat-Peyralès
Le canton de La Salvetat-Peyralès est une ancienne division administrative française située dans le département de l'Aveyron et la région Midi-Pyrénées.

## Géographie
Ce canton était organisé autour de La Salvetat-Peyralès dans l'arrondissement de Rodez. Son altitude variait de 210 m (Lescure-Jaoul) à 638 m (La Salvetat-Peyralès) pour une altitude moyenne de 535 m.

## Histoire
De 1833 à 1848, les cantons de Sauveterre et de La Salvetat avaient le même conseiller général. Le nombre de conseillers généraux par département était limité à 30.

## Représentation

### Conseillers généraux de 1833 à 2015
| Période | Période      | Identité                             | Étiquette              | Qualité |
| ------- | ------------ | ------------------------------------ | ---------------------- | --- |
| 1833    | 1839 (décès) | Raymond Merlin (1767-1839)           | Majorité ministérielle | Ancien curé de campagne Juge à Rodez, député (1815, 1831-1839)                                                                    |
| 1840    | 1848         | Henri Mazuc                          |                        | Président du Tribunal civil de Rodez                                                                                              |
| 1848    | 1852         | Jean-Pierre Frayssé du Ran           |                        | Maire de La Salvetat-Peyralès |
| 1852    | 1855         | Bernard Batut                        |                        | Juge de paix à La Salvetat-Peyralès, conseiller d'arrondissement                                                                  |
| 1855    | 1870         | Félix Hippolyte Monseignat du Cluzel | Centre ministériel     | Conseiller de préfecture à Rodez Député (1840-1844)                                                                               |
| 1870    | 1875 (décès) | Henri Pierre Rodat                   | Indépendant            | Avocat à Rodez, Représentant du peuple (1848-1851)                                                                                |
| 1875    | 1877         | Henri Lucien Rodat                   | Républicain modéré     | Avocat à Rodez puis juge à Paris Ancien sous-préfet de Millau                                                                     |
| 1877    | 1883         | Jean Teulat                          | Droite                 | Notaire à La Salvetat-Peyralès |
| 1883    | 1894 (décès) | Henri Lucien Rodat                   | Républicain modéré     | Avocat à Rodez puis juge à Paris Ancien sous-préfet de Millau Député (1881-1885 et 1887-1889)                                     |
| 1895    | 1919         | Édouard Gaffier                      | Républicain clérical   | Avocat Député (1898-1919) |
| 1919    | 1925         | Joseph Reynès                        | Rad.                   | Propriétaire à Labro |
| 1925    | 1940         | Théophile Léon Chinchole (1867-1947) | URD Conservateur       | Prêtre à Rieupeyroux Maire de Rieupeyroux (1908-1943) Nommé conseiller départemental en 1943                                      |
|         |              |                                      |                        | |
| 1945    | 1949         | Albert Reynès (1903-1974)            | Rad.                   | Propriétaire à Labro Maire de La Salvetat-Peyralès (1944-1971)                                                                    |
| 1949    | 1998         | Jean Bousquié (1924-2021)            | MRP puis UDF           | Conseiller municipal de La Salvetat-Peyralès                                                                                      |
| 1998    | 2004         | Gilles Juillard (1942-2014)          | DVG                    | Vétérinaire Maire de La Salvetat-Peyralès (1985-1989, 2001-2008)                                                                  |
| 2004    | 2015         | André At                             | UMP                    | Négociant en boissons Maire de Crespin depuis 1995 Vice-Président du Conseil Général Elu en 2015 dans le canton d'Aveyron et Tarn |

### Résultats électoraux détaillés
- Élections cantonales de 2004 : André At (UMP) est élu au premier tour avec 53,62 % des suffrages exprimés, devant Gilles Juillard (PS) (44,29 %) et Martine Lescure (PCF) (2,1 %). Le taux de participation est de 83,21 % (1 517 votants sur 1 823 inscrits)[7].
- Élections cantonales de 2011 : André At (UMP) est élu au premier tour avec 62,94 % des suffrages exprimés, devant Catherine Ichard (Divers gauche) (37,06 %). Le taux de participation est de 61,69 % (5 885 votants sur 9 540 inscrits)[8].

### Conseillers d'arrondissement (de 1833 à 1940)
| Période                                  | Période      | Identité                   | Étiquette   | Qualité |
| ---------------------------------------- | ------------ | -------------------------- | ----------- | --- |
| 1833                                     | 18..         | Philippe Lacam             |             | Notaire, ancien maire (1848) de La Salvetat-Peyralès                                                        |
| 18..                                     | 1864         | Edouard Teulat             |             | Notaire, maire de La Salvetat-Peyralès (1855-1862)                                                          |
| 1864                                     | 1871         | M. Blanc                   |             | Maire de Lescure                                                                                            |
| 1871                                     | 1880         | Philippe Lacam             |             | Maire de La Salvetat-Peyralès de 1870 à 1880                                                                |
| 1880                                     | 1882 (décès) | Baptiste Boyer (1798-1882) |             | Cultivateur à La Salvetat-Peyralès                                                                          |
| 1882                                     | 1886         | Casimir-Benjamin Boyer     |             | Notaire, ancien maire de Crespin                                                                            |
| 1886                                     | 1894 (décès) | Alexis Fraysse             | Républicain | Notaire, adjoint au maire de La Salvetat-Peyralès                                                           |
| 1894                                     | 1894         | M. Gauzy                   | Radical     | |
| 1894                                     | 1898         | Michel Couffignal fils     | Républicain | Propriétaire à Calmels, adjoint au maire de Tayrac                                                          |
| 1898                                     | 1910         | Louis Roussilles           |             | Maire de La Salvetat-Peyralès de 1898 à 1909                                                                |
| 1910                                     | 1919         | M. Gayrard                 |             | Maire de Crespin                                                                                            |
| 1919                                     | 1934         | Casimir Rouziès            | Libéral     | Maire de La Salvetat-Peyralès (1917-1929)                                                                   |
| 1934                                     | 1940         | Adrien Panissal            |             | Propriétaire, maire de La Salvetat-Peyralès (1929-1944)                                                     |
| 1940                                     |              |                            |             | Les conseils d'arrondissement ont été suspendus par la loi du 12 octobre 1940 et n'ont jamais été réactivés |
| Les données manquantes sont à compléter. |              |                            |             | |

## Composition
Le canton de La Salvetat-Peyralès, d'une superficie de 119 km2, était composé de cinq communes
.
| Nom                              | Code Insee | Intercommunalité            | Superficie (km2) | Population (dernière pop. légale) | Densité (hab./km2) |
| -------------------------------- | ---------- | --------------------------- | ---------------- | --------------------------------- | ------------------ |
| La Salvetat-Peyralès (chef-lieu) | 12258      | CC Aveyron Bas Ségala Viaur | 54,24            | 968 (2014)                        | 18                 |
| Castelmary                       | 12060      | CC Pays Ségali              | 11,81            | 122 (2014)                        | 10                 |
| Crespin                          | 12085      | CC Pays Ségali              | 18,35            | 302 (2014)                        | 16                 |
| Lescure-Jaoul                    | 12128      | CC Aveyron Bas Ségala Viaur | 18,52            | 240 (2014)                        | 13                 |
| Tayrac                           | 12278      | CC Aveyron Bas Ségala Viaur | 15,73            | 162 (2014)                        | 10                 |

## Démographie

### Évolution démographique
| 1962  | 1968  | 1975  | 1982  | 1990  | 1999  | 2006  | 2011  | 2012  |
| ----- | ----- | ----- | ----- | ----- | ----- | ----- | ----- | ----- |
| 3 420 | 3 085 | 2 775 | 2 497 | 2 116 | 1 891 | 1 899 | 1 864 | 1 837 |

### Âge de la population
La pyramide des âges, à savoir la répartition par sexe et âge de la population, du canton de La Salvetat-Peyralès en 2009 ainsi que, comparativement, celle du département de l'Aveyron la même année sont représentées avec les graphiques ci-dessous.
La population du canton comporte 51,2 % d'hommes et 48,8 % de femmes. Elle présente en 2009 une structure par grands groupes d'âge plus âgée que celle de la France métropolitaine. 
Il existe en effet 34 jeunes de moins de 20 ans pour cent personnes de plus de 60 ans, alors que pour la France l'indice de jeunesse, qui est égal à la division de la part des moins de 20 ans par la part des plus de 60 ans, est de 1,06. L'indice de jeunesse du canton est également inférieur à celui  du département (0,67) et à celui de la région (0,89).
| Hommes | Classe d’âge | Femmes |
| ------ | ------------ | ------ |
| 1,0    | 90 ans ou +  | 2,2    |
| 16,1   | 75 à 89 ans  | 20,8   |
| 23,1   | 60 à 74 ans  | 24,2   |
| 21,3   | 45 à 59 ans  | 22,0   |
| 14,1   | 30 à 44 ans  | 12,8   |
| 11,0   | 15 à 29 ans  | 8,4    |
| 13,3   | 0 à 14 ans   | 9,6    |

| Hommes | Classe d’âge | Femmes |
| ------ | ------------ | ------ |
| 0,6    | 90 ans ou +  | 1,7    |
| 10,2   | 75 à 89 ans  | 14,2   |
| 16,9   | 60 à 74 ans  | 17,5   |
| 21,6   | 45 à 59 ans  | 20,3   |
| 18,9   | 30 à 44 ans  | 17,8   |
| 15,1   | 15 à 29 ans  | 13,4   |
| 16,7   | 0 à 14 ans   | 15,1   |